# آدم بيرنير
آدم بيرنير (بالسويدية: Adam Berner)‏ (25 يناير 1987 في السويد - ) هو لاعب كرة قدم سويدي في مركز الهجوم. لعب مع Mjällby AIF ‏ وKristianstad FC ‏.

## روابط خارجية
- آدم بيرنير على موقع قاعدة بيانات كرة القدم.إي يو (الإنجليزية)
- آدم بيرنير على موقع Soccerway.com (الإنجليزية)